# Casota, Buzău
Casota este un sat în comuna Glodeanu-Siliștea din județul Buzău, Muntenia, România. Se află în extremitatea sudică a județului, în Câmpia Bărăganului.
Primele atestări documentare apar la jumătatea secolului XIX și atribuie localității toponimul Oața prin referiri repetate la moșia cu același nume, aflată în proprietatea serdarului Athanasie Casotta (nume menționat în documentele vremii și sub formele: Kasotta, Gazoti, Casotti, Cașoti, Cazoti).
Pisania bisericii cu hramul „Adormirea Maicii Domnului” din satul Casota, ce-l menționează drept ctitor pe Athanasie Casotta,  datează construcția acesteia în anul 1854, fapt ce indică existența unei comunități stabile pe teritoriul moșiei Oața la acea vreme.
Documente emise în anii 1871, 1873 si 1875 îi menționează ca proprietari ai moșiei Casotta pe frații Alexandru și Procopie, moștenitori ai lui Athanasie Casotta (Gazoti).
În actul de ipotecă nr. 45/27 iunie 1883 prin care Procopie Casotta garanta cu moșia Casotta un împrumut de la Prima Societate de Credit Funciar Român, acesta figurează ca unic proprietar al moșiei, moștenită de la tatăl său, Athanasie, și cumpărată parțial de la fratele său, Alexandru, prin actul de vânzare-cumpărare nr. 332/1883.
Proprietarul inițial al „Conacului Procopie Cașota” a fost Procopie Casotta (1852 - 21 septembrie 1910), mare proprietar, politician, filantrop, provenind dintr-o familie cu origini aromâne, proprietar al moșiei Oața sau Casotta. Membru al organizației județene a Partidului Național Liberal, președinte al Consiliului Județean, deputat, senator, membru în Comitetul de supraveghere și administrație al Gimnaziului „Tudor  Vladimirescu”.
Conform Listei Monumentelor Istorice – Județul Buzău, 2004, imobilul are statut de monument istoric, fiind nominalizat la poziția 586, cod BZ-II-m-B-02374 („Conacul Procopie Cașota, sat Casota; comuna Glodeanu-Siliștea, datat 1872”).
Într-o monografie a satului Corbu, alăturat, la nord, localității Casota, realizată în 1944 de către învățătorul Ion Vișan, se face referire la testamentul lui Procopie Casotta din data de 2 decembrie 1905, prin care acesta donează întreaga moșie (4150 pogoane teren arabil, din care 10 pogoane pădure tânără) Prefecturii Buzău sau Eforiei Spitalelor Civile din București, cu obligația ca, din uzufructul proprietății, să se construiască un spital și o școală. Eforia Spitalelor Civile din București a admis donația și a realizat ambele prevederi testamentare.
Mai multe documente editate între anii 1929-1930 menționează proprietatea Ministerului Instrucțiunii și Cultelor asupra clădirilor fostei moșii Casotta: conacul, alături de clădirea destinată spitalului, construită de către Eforia Spitalelor Civile din București (legatara testamentară a donatorului) din donația lui Procopie Casotta, acestea fiind administrate de către Comitetul școlar înființat în aprilie 1930. Școala purta titulatura: Școala Inferioară de Meserii „Procopie Casotta”. Atelierele școlii funcționau în clădirile destinate inițial spitalului, iar clădirea conacului era folosită pentru cazarea elevilor.
Un memoriu, datat la 15 iunie 1938, menționează că școala funcționa de 10 ani în localul propriu, donația lui Procopie Casotta.
După punerea în aplicare a noii legi a învățământului, din 1948 până în anii 1960, conacul a fost utilizat pe post de internat pentru școala elementară ciclul II, la care învățau școlari din satele Glodeanu Cârlig, Văcăreasca și Casotta.
În anii ce au urmat, conacul a trecut, pe rând, în administrarea Consiliului Popular al comunei Glodeanu Siliștea, în administrarea Serviciului de Drumuri Naționale, apoi a Consiliului Judetean Buzău, până în anul 2003, când este trecut din proprietatea publică în cea privată a județului Buzău. În anul 2006 a fost vândut la licitația cu strigare din data de 02 noiembrie, către o persoană fizică.